# Philip Kitcher
Philip Stuart Kitcher (Londres, 1947) es un filósofo británico y profesor emérito de filosofía John Dewey en la Universidad de Columbia. Se especializa en la filosofía de la ciencia, la filosofía de la biología, la filosofía de las matemáticas, la filosofía de la literatura y, más recientemente, el pragmatismo. Ha publicado artículos sobre John Stuart Mill, Immanuel Kant y otras figuras en la historia de la filosofía. Últimamente, se ha interesado por John Dewey.

## Vida y carrera
Nacido en Londres, Kitcher pasó su niñez temprana en Eastbourne, East Sussex, en la Costa Sur de Gran Bretaña. Obtuvo su B.A. en Matemáticas/Historia y Filosofía de la Ciencia en el Christ's College, Cambridge en 1969, y su Ph.D. en Historia y Filosofía de la Ciencia en la Universidad de Princeton en 1974.
Kitcher es actualmente profesor emérito de Filosofía John Dewey en la Universidad de Columbia en Nueva York. Como presidente del programa de Civilización Contemporánea de Columbia (parte de su plan de estudios básico de pregrado), también ocupó la Cátedra James R. Barker de Civilización Contemporánea. Antes de mudarse a Columbia, Kitcher ocupó puestos permanentes en la Universidad de Vermont , la Universidad de Minnesota y la Universidad de California en San Diego, donde ocupó el cargo de Profesor Presidencial de Filosofía. 
Kitcher es expresidente de la Asociación Filosófica Estadounidense. En 2002, Kitcher fue nombrado miembro de la Academia Estadounidense de las Artes y las Ciencias, y recibió el Premio Prometeo inaugural de la Asociación Filosófica Estadounidense en 2006 en honor a sus logros prolongados en la filosofía de la ciencia. Fue elegido miembro de la Asociación Filosófica Estadounidense en 2018. Kitcher fue editor en jefe de la revista Philosophy of Science de 1994 a 1999, también fue miembro del NIH / Departamento de Energía de los Estados Unidos y en el Proyecto Genoma Humano desde 1995 hasta 1997. 
Ha formado a varios filósofos de la ciencia destacados, incluidos Peter Godfrey-Smith (Universidad de Sídney), Kyle Stanford (Universidad de California en Irvine) y Michael R. Dietrich (Universidad de Pittsburgh). También enseñó a C. Kenneth Waters (Universidad de Calgary) y Michael Weisberg (Universidad de Pensilvania) como estudiantes universitarios. 
Su esposa, Patricia Kitcher, es una reconocida kantiana y filósofa de la mente que ostenta el grado de Mark van Doren Professor of Humanities en Columbia y es jefa del departamento de filosofía de dicha universidad. Su hijo, Charles Kitcher, es el Consejero General Asociado de la Comisión Federal de Elecciones.

### Cronología académica
Sus trabajos como profesor han sido como:
- Vassar College: Profesor asistente 1973-1974
- Universidad de Vermont: Professor asistente 1974-1978
- Universidad de Míchigan: Profesor asistente visitante 1979
- Universidad de Vermont: Profesor asociado 1979-1983
- Universidad de Minnesota: Catedrático 1983-1986
- Universidad de California, San Diego: Catedrático 1986-1999
- Universidad de Columbia: Catedrático 1998-presente

Sus servicios han incluido:
- Editorial Board, Philosophy of Science, 1985-1994.
- Editor-in-Chief, Philosophy of Science, 1994-1999.
- Governing Board, Philosophy of Science Association, 1987-1991.
- Member NIH/DOE Working Group on the Ethical, Legal, and Social Implications of the Human Genome Project, 1995-1997.
- Representative of the American Philosophical Association to Section L of the American Association for the Advancement of Science, 1995-1998.
- Member, Board of Officers, American Philosophical Association, 1996-99.
- Philosophy Referee for John Simon Guggenheim Memorial Foundation, 1994

## Obra filosófica
Dentro de la filosofía, Kitcher es conocido por su trabajo en filosofía de la biología, la ciencia y las matemáticas, y fuera de la academia por su trabajo que examina el creacionismo y la sociobiología. Sus obras intentan conectar las cuestiones planteadas en la filosofía de la biología y la filosofía de las matemáticas con las cuestiones filosóficas centrales de la epistemología, la metafísica y la ética. También está interesado en las limitaciones éticas y políticas en materia de investigación científica, la evolución del altruismo y la moralidad, y el aparente conflicto entre ciencia y religión. Ha publicado artículos sobre John Stuart Mill, Kant y otras figuras de la historia de la filosofía. Su libro de 2012 documentó su creciente interés en John Dewey y un enfoque pragmático de las cuestiones filosóficas. Considera que el pragmatismo proporciona un enfoque unificador y reconstructivo de los problemas de la filosofía tradicional. Un año antes, había publicado un libro que describe un enfoque naturalista de la ética, The Ethical Project (Harvard University Press, 2011). También ha realizado trabajos sobre la filosofía del cambio climático.

### Criterios de lo que constituye "buena ciencia"
Los tres criterios de Kitcher para la buena ciencia son:
1. Comprobabilidad independiente de hipótesis auxiliares
"Una hipótesis auxiliar debe ser comprobable independientemente del problema particular que se presenta para resolver, independientemente de la teoría que está diseñada para salvar" (por ejemplo, la evidencia de la existencia de Neptuno es independiente de las anomalías en la órbita de Urano).
2. Unificación
"Una ciencia debe estar unificada... Las buenas teorías consisten en una sola estrategia de resolución de problemas, o una pequeña familia de estrategias de resolución de problemas, que se pueden aplicar a una amplia gama de problemas".
3. Fecundidad
"Una gran teoría científica, como la de Newton, abre nuevas áreas de investigación... Porque una teoría presenta una nueva forma de ver el mundo, puede llevarnos a hacernos nuevas preguntas, y así embarcarnos en nuevas y fructíferas líneas de investigación". indagación... Por lo general, una ciencia floreciente es incompleta. En cualquier momento, plantea más preguntas de las que actualmente puede responder. Pero lo incompleto no es un vicio. Por el contrario, lo incompleto es la madre de la fecundidad... Una buena teoría debe ser productivo; debe plantear nuevas preguntas y suponer que esas preguntas pueden ser respondidas sin renunciar a sus estrategias de resolución de problemas".
Reconoció cada vez más el papel de los valores en las decisiones prácticas sobre la investigación científica.

### Kuhn y el creacionismo
Kitcher es el autor de Abusing Science: The Case Against Creationism. Ha comentado sobre la forma en que los creacionistas han malinterpretado a Kuhn:
El libro de Thomas Kuhn, La estructura de las revoluciones científicas, probablemente ha sido más leído —y más malinterpretado— que cualquier otro libro de la filosofía de la ciencia reciente. La amplia circulación de sus puntos de vista ha generado una caricatura popular de la posición de Kuhn. Según esta caricatura popular, los científicos que trabajan en un campo pertenecen a un club. Todos los miembros del club deben ponerse de acuerdo sobre los principales puntos de doctrina. De hecho, el precio de la admisión son varios años de educación de posgrado, durante los cuales los principales dogmasson inculcados. Se ignoran las opiniones de los forasteros. Ahora quiero enfatizar que esta es una caricatura sin esperanza, tanto de la práctica de los científicos como del análisis de la práctica de Kuhn. Sin embargo, la caricatura se ha aceptado comúnmente como una representación fiel, lo que respalda las afirmaciones de los creacionistas de que sus puntos de vista son ignorados con arrogancia. 

## Publicaciones
- Abusing Science: The Case Against Creationism. MIT Press, 1982 (en rústica1983). ISBN 0-262-61037-X
- The Nature of Mathematical Knowledge. Oxford University Press, 1983 (en rústica1984).
- Vaulting Ambition: Sociobiology and the Quest for Human Nature.  MIT Press, 1985 (en rústica1987).
- The Advancement of Science, Oxford University Press, April 1993 (ensayo enero de 1995).
- The Lives to Come: The Genetic Revolution and Human Possibilities (Simon and Schuster [US], Penguin [UK], January 1996, en rústica 1997). La edición americana en rústica contiene una posdata casi idéntica a su artículo Whose Self is it, Anyway?.
- Patterns of Scientific Controversies, essay in Scientific Controversies: Philosophical and Historical Perspectives, Oxford University Press, 2000. ISBN 0-195-11987-8
- Science, Truth, and Democracy, Oxford University Press, 2001; en rústica2003. ISBN 0-19-516552-7
- In Mendel's Mirror: Philosophical Reflections on Biology, Oxford University Press, 2003. (Recopilación de diecisiete artículos).
- Finding an Ending: Reflections on Wagner’s Ring, co-authored with Richard Schacht, Oxford University Press, February 2004. ISBN 0-19-517359-7
- Living with Darwin: Evolution, Design, and the Future of Faith, Oxford University Press, January 2007. ISBN 0-19-531444-1
- Joyce's Kaleidoscope: An Invitation to Finnegans Wake, Oxford University Press, July 2007. ISBN 0-19-532103-0
- The Ethical Project, Harvard University Press, October 2011. ISBN 0-67-406144-6
- Science in a Democratic Society, Prometheus Books, September 2011. ISBN 1-61-614407-6
- Preludes to Pragmatism: Toward a Reconstruction of Philosophy, Oxford University Press, 2012. ISBN 9780199899555
- Deaths in Venice: The Cases of Gustav von Aschenbach, Columbia University Press, November 2013. ISBN 978-0231162647
- Life After Faith: The Case for Secular Humanism, Yale University Press, 2014. ISBN 978-0197549155
- Moral Progress, Oxford University Press, 2021. ISBN 9780300203431
- What's the Use of Philosophy?. Oxford University Press. 2022. ISBN 978-0-19-765724-9.

### Ediciones en español
- El avance de la ciencia: ciencia sin leyenda, objetividad sin ilusiones. Universidad Nacional Autónoma de México. 2001. ISBN 9789683693143.
- Las vidas por venir: la revolución genética y sus posibilidades para los seres humanos. Universidad Nacional Autónoma de México. 2002. ISBN 9789703201815.
- Kitcher, Philip (2015). Muertes en Venecia : las posibles vidas de Gustav von Aschenbach. Ediciones Cátedra. ISBN 978-84-376-3428-9.
- Kitcher, Philip; Keller, Evelyn Fox (2019). Y vimos cambiar las estaciones: Cómo afrontar el cambio climático en seis escenas. Errata Naturae Editores S.L. ISBN 978-84-17800-07-9.